# Santa Maria Donnaregina Nuova (Nápoly)
A Santa Maria Donnaregina Nuova Nápolyban, a dóm szomszédságában álló templom. A Nuova megnevezés megkülönböztetésre szolgál a közvetlen mellette levő, magyar vonatkozású emlékeket tartalmazó Santa Maria Donnaregina templomtól.

## Leírása
Az első templom ezen a helyen a 14. században épült. 1616-1627 között Giovanni Guarino építész új szárnyat épített az apácák számára. Eredetileg a kolostort és a templomot egy folyosó kötötte össze, de ezt az 1928-1934-es restaurálás során elbontották. A homlokzat eleme a 17. századi lépcső, két szoborral (Szent András és Szent Bertalan). A templombelső egyhajós, hat oldalkápolnával. A belső gazdag barokk márványdíszítésekben. A mennyezet freskója Francesco de Benedictis műve (1654). Az apszis oldalait Francesco Solimena Szent Ferenc életét bemutató freskói díszítik.